# Hällestad, Finspångs kommun
Hällestad är en tätort i Finspångs kommun och kyrkbyn i Hällestads socken
I Hällestad ligger Hällestads kyrka och en skola. 

## Befolkningsutveckling
| Befolkningsutvecklingen i Hällestad, Finspångs kommun 1960–2020 | Befolkningsutvecklingen i Hällestad, Finspångs kommun 1960–2020 | Befolkningsutvecklingen i Hällestad, Finspångs kommun 1960–2020 | Befolkningsutvecklingen i Hällestad, Finspångs kommun 1960–2020 | Befolkningsutvecklingen i Hällestad, Finspångs kommun 1960–2020 |
| --------------------------------------------------------------- | --------------------------------------------------------------- | --------------------------------------------------------------- | --------------------------------------------------------------- | --------------------------------------------------------------- |
|                                                                 |                                                                 |                                                                 |                                                                 |                                                                 |
| År                                                              |                                                                 |                                                                 | Folkmängd                                                       | Areal (ha)                                                      |
| 1960                                                            | 1960                                                            |                                                                 | 382                                                             |                                                                 |
| 1965                                                            | 1965                                                            |                                                                 | 377                                                             |                                                                 |
| 1970                                                            | 1970                                                            |                                                                 | 409                                                             |                                                                 |
| 1975                                                            | 1975                                                            |                                                                 | 388                                                             |                                                                 |
| 1980                                                            | 1980                                                            |                                                                 | 392                                                             |                                                                 |
| 1990                                                            | 1990                                                            |                                                                 | 380                                                             | 100                                                             |
| 1995                                                            | 1995                                                            |                                                                 | 388                                                             | 100                                                             |
| 2000                                                            | 2000                                                            |                                                                 | 391                                                             | 100                                                             |
| 2005                                                            | 2005                                                            |                                                                 | 357                                                             | 100                                                             |
| 2010                                                            | 2010                                                            |                                                                 | 336                                                             | 99                                                              |
| 2015                                                            | 2015                                                            |                                                                 | 335                                                             | 99                                                              |
| 2020                                                            | 2020                                                            |                                                                 | 322                                                             | 89                                                              |
|                                                                 |                                                                 |                                                                 |                                                                 |                                                                 |